# Hubert Lafortune
Hubert Jean Joseph Lafortune (ur. 24 listopada 1889 w Leuven, data i miejsce śmierci nieznane) – belgijski gimnastyk, medalista olimpijski.
Brat strzelców sportowych, Marcela Lafortune’a i Jacques’a Lafortune’a, wielokrotnych olimpijczyków.
W 1920 r. reprezentował barwy Belgii na letnich igrzyskach olimpijskich w Antwerpii, zdobywając srebrny medal w wieloboju drużynowym.